# Sociedade Esportiva e Recreativa Santo Ângelo
La Sociedade Esportiva e Recreativa Santo Ângelo, noto anche semplicemente come Santo Ângelo, è una società calcistica brasiliana con sede nella città di Santo Ângelo, nello stato del Rio Grande do Sul.

## Storia
Il club è stato fondato il 26 settembre 1989 dalla fusione di tre club locali: il Grêmio Esportivo Santoangelense, il Tamoyo Futebol Clube e l'Elite Clube Desportivo. Il club ha vinto il Campeonato Gaúcho Divisão de Acesso nel 1995, dopo aver sconfitto il Palmeirense di Palmeira das Missões in finale.

## Palmarès

### Competizioni statali
- Campeonato Gaúcho Divisão de Acesso: 1

1995